# IPod touch (5e génération)
L’iPod touch (5e génération), également connu sous le nom de iPod touch 5 ou iPod touch 5G est un baladeur numérique modèle de la 5e génération d'IPod touch de la marque Apple, dévoilé lors d'une keynote le 12 septembre 2012.

## Caractéristiques
Tout comme l'iPhone 5, l'iPod touch 5e génération est plus fin, plus léger et présente un écran plus grand. Il dispose d'un appareil photo iSight de 5 mégapixels et prend en charge l'enregistrement vidéo en 720 px à 30 images par seconde. Il est disponible en 32 et 64 Go de stockage.
Le modèle 16 Go de stockage lancé en 2013 ne dispose pas de l'appareil photo iSight de 5 mégapixels à l'arrière, ni de l'attache de la dragonne.
Les performances sont équivalentes à celles de l'iPhone 4S avec la puce double cœur A5.

## Fin de commercialisation
Le 15 juillet 2015 la 6e génération d'iPod touch sont annoncés comme successeurs et sont commercialisés.